# Сеньйор-ду-Бонфін (мікрорегіон)
Сеньйор-ду-Бонфін (порт. Microrregião de Senhor do Bonfim) — мікрорегіон в Бразилії, входить в штат Баїя. Складова частина мезорегіону Північно-центральна частина штату Баїя. Населення становить 254 908 чоловік на 2005 рік. Займає площу 16 349.055 км². Густота населення — 15.6 чол./км².

## Склад мікрорегіону
До складу мікрорегіону включені наступні муніципалітети:
1. Андорінья
2. Антоніу-Гонсалвіс
3. Кампу-Формозу
4. Філаделфія
5. Ітіуба
6. Жагуарарі
7. Піндобасу
8. Сеньйор-ду-Бонфін
9. Умбуранас

| Бразилія | Це незавершена стаття з географії Бразилії. Ви можете допомогти проєкту, виправивши або дописавши її. |